# خانه خالی

«سخت است که بگوییم دنیایی که در آن زندگی می‌کنیم یک واقعیت است یا یک رؤیا» (نقل قول قبل از تیتراژ آخر)

خانهٔ خالی ((به کره‌ای: 빈집)؛ تلفّظ: بین جیپ) یا آهن-۳ (به انگلیسی: 3-Iron) فیلمی محصول سال ۲۰۰۴ میلادیِ کشور کرهٔ جنوبی و به کارگردانی کیم کی-دوک است. موضوع فیلم رابطهٔ جوانی بی‌خانمان و زنی آسیب‌دیده‌است. ویژگی شاخص این فیلم عدم وجود دیالوگ بین دو شخصیّت اصلی آن است.

## موسیقی فیلم
در گوشه هایی از این فیلم ترانه قفس از ناتاشا اطلس خواننده مصری بلژیکی به دفعات شنیده می‌شود.

## خلاصه فیلم
مردی که ظاهراً بی‌خانمان است از طریق ورود به منزل افرادی که خانه‌شان را برای مدتی ترک کرده‌اند، زندگی می‌کند. او در دوره‌ای که صاحب‌خانه در منزل نیست به خانه این افراد می‌آید، از یخچال‌شان غذا می‌خورد، با اموال‌شان سلفی می‌گیرد و از طرفی هزینه این اقامت نامعمول را از طریق تعمیر وسایل آسیب‌دیده و شستن لباس‌ها پرداخت می‌کند.
او در یکی از این اقامت‌های خاص در حالی که گمان می‌کند وارد یک خانهٔ خالی شده‌است با زنی روبرو می‌شود که شوهرش او را آزار و اذیت قرار می‌کند. مرد و زن آزاردیده تصمیم می‌گیرند به هم بپیوندند، امّا همسر زن قصد ندارد به او اجازه فرار بدهد.

## بازیگران
| بازیگر       | نقش             |
| ------------ | --------------- |
| جائه هی      | پسر جوان و عاشق |
| لی سونگ-یون  | زن آزار دیده    |
| کوان هیوک هو | شوهر زن         |

## تولید
کیم کی دوک فیلمنامه این فیلم را در یک ماه نوشت، فیلم در ۱۶ روز فیلمبرداری و تدوین فیلم در ۱۰ روز انجام شد. از نکات قابل توجه در این فیلم، می‌توان به استفاده از یک آهنگ عاشقانه ناتاشا اطلس خواننده و ترانه‌سرای مصری-بلژیکی اشاره کرد.

## جوایز

### جشنواره بین‌المللی فیلم ونیز
| سال  | جشنواره                       | بخش              | نامزدی     | نتیجه    | جایزه      |
| ---- | ----------------------------- | ---------------- | ---------- | -------- | ---------- |
| ۲۰۰۴ | شصت و یکمین جشنواره فیلم ونیز | بهترین فیلم      | کیم کی دوک | نامزدشده | شیر طلایی  |
| ۲۰۰۴ | شصت و یکمین جشنواره فیلم ونیز | بهترین کارگردانی | کیم کی دوک | برنده    | شیر نقره‌ای |

### جشنواره‌های خارجی
| سال  | جشنواره                                        | بخش               | نامزدی     | نتیجه    | جایزه        |
| ---- | ---------------------------------------------- | ----------------- | ---------- | -------- | ------------ |
| ۲۰۰۴ | جایزه انجمن منتقدان فیلم روسیه                 | بهترین فیلم خارجی | کیم کی دوک | نامزدشده | قوچ طلایی    |
| ۲۰۰۴ | جشنواره فیلم وایادولید اسپانیا                 | بهترین فیلم       | کیم کی دوک | برنده    | خوشه طلایی   |
| ۲۰۰۴ | جشنواره فیلم شب‌های سیاه تالین استونی           | بهترین فیلم       | کیم کی دوک | نامزدشده |              |
| ۲۰۰۴ | جشنواره فیلم شب‌های سیاه تالین استونی           | بهترین کارگردانی  | کیم کی دوک | برنده    |              |
| ۲۰۰۵ | جایزه اتحادیه ملی روزنامه‌نگاران سینمای ایتالیا | بهترین کارگردانی  | کیم کی دوک | نامزدشده | روبان نقره‌ای |
| ۲۰۰۵ | جایزه انجمن منتقدان فیلم ترکیه                 | بهترین فیلم خارجی | کیم کی دوک | نامزدشده |              |
| ۲۰۰۵ | جوایز دیوید دی دوناتلو ایتالیا                 | بهترین فیلم خارجی | کیم کی دوک | نامزدشده |              |
| ۲۰۰۶ | جایزه انجمن فیلم‌های مستقل کلترودیس آمریکا      | بهترین کارگردانی  | کیم کی دوک | نامزدشده |              |
| ۲۰۰۶ | جایزه انجمن فیلم‌های مستقل کلترودیس آمریکا      | بهترین فیلم‌نامه   | کیم کی دوک | نامزدشده |              |

### جشنواره‌های فیلم کره جنوبی
| سال  | جشنواره                         | بخش                    | نامزدی     | نتیجه    | جایزه |
| ---- | ------------------------------- | ---------------------- | ---------- | -------- | ----- |
| ۲۰۰۴ | جایزه فیلم اژدهای آبی کره جنوبی | بهترین کارگردانی       | کیم کی دوک | نامزدشده |       |
| ۲۰۰۴ | جایزه فیلم اژدهای آبی کره جنوبی | بهترین بازیگر مرد جدید | جائه هی    | برنده    |       |
| ۲۰۰۴ | جشنواره فیلم بوسان کره جنوبی    | جایزه نت‌پک             | کیم کی دوک | برنده    |       |
| ۲۰۰۴ | جایزه انجمن منتقدان فیلم کره    | بهترین فیلم‌نامه        | کیم کی دوک | برنده    |       |
| ۲۰۰۵ | جایزه هنری بکسانگ کره جنوبی     | بهترین فیلم            | کیم کی دوک | نامزدشده |       |
| ۲۰۰۵ | جایزه هنری بکسانگ کره جنوبی     | بهترین کارگردانی       | کیم کی دوک | نامزدشده |       |
| ۲۰۰۵ | جایزه هنری بکسانگ کره جنوبی     | بهترین بازیگر مرد جدید | جائه هی    | نامزدشده |       |

## بازخورد
«عشق در سینما: خانهٔ خالی» عنوان کتابی به تألیف صالح نجفی است که تحلیلی موشکافانه دربارهٔ این فیلم است.                 این فیلم در وبسایت متاکریتیک بر اساس ۲۸ نقد امتیاز ۷۲ از ۱۰۰ را کسب کرده که نشان دهنده «بررسی های عموماً مطلوب است»